# Juan Barbeito
Juan A. Barbeito (San Luis, Argentina, 1812 - San Luis, 1871) fue un político y militar argentino que se desempeñó como gobernador de San Luis entre los años 1862 y 1864. Su mandato estuvo signado por la inestabilidad institucional y las invasiones del caudillo riojano Ángel "Chacho" Peñaloza. Familiar de los exgobernadores Justo Daract (hermano de su yerno), Mauricio Daract (yerno), Juan Daract (nieto). Siendo Juan Barbeito casado con Josefa Jiménez-Inguanzo Lucero.

## Carrera política y militar
Ingresó en la carrera militar de joven y obtuvo el grado de coronel. Identificado con el bando unitario, apoyó el derrocamiento del gobernador José Gregorio Calderón en 1840. Diez años más tarde, fue diputado provincial y en 1854 se convirtió en uno de los electores que posibilitó la llegada de Justo Daract a la gobernación de San Luis.

## Llegada a la gobernación
Ocupó interinamente el cargo de gobernador entre mayo de 1858 y abril de 1859. Tras un breve regreso a la actividad legislativa, accedió nuevamente a la gobernación de San Luis en 1862 y la ocupó en carácter de gobernador titular hasta el 27 de abril de 1864.

## Invasiones de Peñaloza

### El sitio a San Luis
El 20 de abril de 1862, las denominadas "montoneras" (tropas irregulares alineadas tras la causa federal) dirigidas por Ángel Vicente Peñaloza sitiaron la ciudad de San Luis durante un par de días. Mientras duraba el asedio a la ciudad, el riojano condicionó su postura a la sustitución de Barbeito por Pedro Herrera, exministro de Pablo Lucero y figura más proclive a la causa federal.
Viendo que el desarrollo del conflicto bélico no le era tan favorable, Peñaloza no sólo no pudo imponer sus exigencias sino que acabó obligado a firmar un convenio con las autoridades puntanas. Los principales puntos de dicho acuerdo incluían:
1) el sometimiento a la autoridad nacional, representada por el entonces presidente Santiago Derqui (aunque Mitre asumiría meses después)
2) el alejamiento de los invasores a unas 20 leguas de la ciudad de San Luis y
3) la suspensión de toda hostilidad. Bajo estas premisas, Barbeito ofreció a las tropas "chachistas" una suma de mil pesos para proveerse de víveres.
Peñaloza se rindió y aceptó deponer las armas. El episodio fue uno de los últimos de las guerras civiles libradas entre unitarios y federales.

### Invasiones de 1863
En abril de 1863, tropas leales a Peñaloza volvieron a incursionar en territorio puntano. Sin embargo, fueron repelidas en Punta de Agua por regimientos de caballería liderados por el coronel Ambrosio Sandes (2 de abril). En agosto del mismo año, el líder montonero Fructuoso Ontiveros fue derrotado por tropas de San Luis en el pueblo de San Francisco del Monte de Oro, al norte de la provincia (21 de agosto). Cuatro días después, Ontiveros fue nuevamente vencido en Río Seco.